# ファクトリサーチTV
『ファクトリサーチTV』（ファクトリサーチティーヴィー）は、テレビ朝日で2018年4月15日から9月15日まで日曜日0:35 - 1:00に放送されていた教養バラエティ番組。

## 概要
このツイートを見た芦田太郎がすぐに企画書を書き上げ上司に提出したことで番組化が決定。新聞・雑誌・テレビ等の各メディア・インターネットと情報が飛び交う時代、あらゆる角度からリサーチした情報を基に検証、整理するべき情報の扱い方を考える調査番組。Twitter等SNSでの書き込みに対し、フェイクニュースの真偽やフェイクニュースの危険性もゲストの意見を交えて調べる。番組最後に番組発案者で司会のいとうせいこうが情報整理してまとめる。

## 司会
- いとうせいこう
- 川田裕美

## 放送日程
| 放送日  | テーマ                      | 内容                                                                       | ゲスト                                        |
| ------- | --------------------------- | -------------------------------------------------------------------------- | --------------------------------------------- |
| 4月15日 | 世論調査                    | 数値の誤差                                                                 | 荻上チキ 亀石倫子 神庭亮介（BuzzFeed Japan）  |
| 4月22日 | 週休2日制 メディカルID      | 週休2日と完全週休2日の違い iPhoneの緊急SOS機能                             | 荻上チキ 亀石倫子 神庭亮介（BuzzFeed Japan）  |
| 4月29日 | コーラ 化粧水 駅の売店      | コーラが吐き気に効く レンジで温めた化粧水の効果 キヨスクで生理用品が買える | 岩永直子（BuzzFeed Japan） 牧村朝子           |
| 5月6日  | 少年法 かめおかこども新聞   | 少年法と戦争孤児の関連 子供記者のゴーストライター説                        | 亀石倫子 神庭亮介                             |
| 5月13日 | フェイクニュース            | シリアで救出された少女のヤラセ疑惑 AIによる口パク動画                      | 川上泰徳（中東ジャーナリスト） 荻上チキ       |
| 5月20日 | 募金                        | 日本ユニセフの噂                                                           | 萩谷麻衣子 武田砂鉄                           |
| 6月2日  | 国際信州学院大学            | 架空の大学が架空の飲食店をドタキャンした騒動                               | スプツニ子! 想田和弘                          |
| 6月9日  | セクハラ                    | セクハラの定義                                                             | スプツニ子! 亀石倫子                          |
| 6月16日 | 道徳                        | 道徳授業の評価基準                                                         | 池田賢市 市川紗椰                             |
| 7月7日  | 著作権フリー音源            | 著作権の範囲                                                               | 日高光啓 亀石倫子                             |
| 7月28日 | 獣医師 和式トイレ           | 獣医師の高い自殺率 和式トイレの座る向き                                    | 日高光啓 亀石倫子                             |
| 8月18日 | 恩赦                        | 恩赦の実態                                                                 | 亀石倫子 神庭亮介                             |
| 9月1日  | 生活保護 体罰               | 生活保護の実態 体罰のルーツ                                                | 亀石倫子 田中志乃（ハフポスト日本版記者）     |
| 9月8日  | サイバー痴漢 タイの報道倫理 | スマートフォンを使用したサイバー痴漢 タムルアン洞窟の遭難事故取材          | 亀石倫子 石戸諭                               |
| 9月15日 | 災害時のデマ                | スラックティビズムによる拡散行為                                           | 亀石倫子 神庭亮介 臼井翔平（東京大学特任助教) |

## スタッフ
- 構成：そーたに、町山広美、あだち昌也、板倉輝、北健一郎
- SW：住田清志
- カメラ：佐藤邦彦
- VE：菅原将
- 音声：五十嵐暢之
- 照明：井上(場)琢哉
- TK：池田真梨絵
- デザイン：小谷知輝
- 美術進行：吉居真夏
- 大道具：吉村宏嗣
- ヘアメイク：川口カツラ店
- 編集：須川浩之
- MA：船木拓也
- 音効：磯川浩己
- 編成：瀧川恵
- 宣伝：佐々木智世
- デスク：岩野美保
- 美術協力：テレビ朝日クリエイト
- 技術協力：テイクシステムズ、ヌーベルアージュ
- 衣装協力：FAIRFAX、STELLAR HOLLYWOOD、DIANA、PEELSLOWLY
- 制作協力：Ash Bee Inc
- AP：山谷紅葉、山ノ内禎枝、大山小百合
- ディレクター：塚田正道、中原芳、河村啓司、名田圭佑、山野上愛、山村綾、森部裕治郎、佐々木裕也
- プロデューサー：大坪大祐、上野洋輔、斯波豊（Ash Bee Inc）
- 演出：芦田太郎
- ゼネラルプロデューサー：荒井祥之
- 制作著作：テレビ朝日

## 関連番組
- 『エンタメファクトリー』 - 日曜日未明に放送したテレビ朝日のローカル番組でスタッフが一部共通、いとうせいこう司会と、共通点が多い。